# Tunel (powieść)
Tunel (hiszp. El Túnel) – pierwsza powieść argentyńskiego pisarza Ernesta Sábato, wydana w 1948 roku w Buenos Aires, która uczyniła go rozpoznawalnym na świecie, wraz z falą tzw. boomu latynoamerykańskiego.

## Fabuła
Akcja powieści zaczyna się w więzieniu, gdzie główny bohater rozpoczyna opisywać swoje uczynki. Tym bohaterem, a zarazem narratorem, jest malarz Juan Pablo Castel, który wspomina oraz analizuje swój burzliwy i graniczący z obsesją romans z Marią Iribarne. Znerwicowany i zagubiony we własnych odczuciach, popadł on w obsesję i rozpacz, co doprowadziło go do zamordowania swojej ukochanej. Tytułowy tunel symbolizuje zamknięcie bohatera w jego własnej psychice, co sprawia, że nawiązanie porozumienia czy też trwałej relacji z drugą osobą jest dla niego niemożliwe: "istniał tylko jeden tunel, ciemny i samotny: mój, tunel, w którym przebiegło moje dzieciństwo, moja młodość, całe moje życie". 
Powieść rozpoczyna się zdaniem „Wystarczy, że powiem, iż jestem Juan Pablo Castel, malarz, który zamordował Marię Iribarne”. W ten sposób czytelnik rozpoczyna odkrywanie historii romansu bohaterów, znając już jej zakończenie. Castel wzbogaca swoje wspomnienia wieloma dygresjami, dzieląc się swoimi pełnymi cynizmu spostrzeżeniami na temat świata i ludzkości, a także swoimi obawami oraz kompleksami. Pomimo sukcesu, jakie odnosi jego malarstwo, czuje się autorem kompletnie niezrozumianym. Gardzi opiniami krytyków. To właśnie Maria, napotkana po raz pierwszy na wystawie jego dzieł, zdaje się być jedyną osobą, która dostrzega prawdziwe znaczenie obrazu zatytułowanego „Macierzyństwo”. Bohater natychmiast zakochuje się w nieznajomej. Kiedy przypadkowo ją odnajduje, okazuje się, że jego uczucie żostało odwzajemnione. Jednak Maria pozostaje do końca kobietą bardzo tajemniczą, jej wypowiedzi zawsze są zagadkowe i na wpół niezrozumiałe. Ich miłosna relacja nie przynosi mężczyźnie ukojenia, lecz wpędza go w rozpacz. Bliskość, której tak bardzo pragnie Juan Pablo, wydaje się nieuchwytna. Bohater poznaje niewidomego męża kobiety i dowiaduje się, że ta często wyjeżdża do posiadłości poza miastem, którą zarządza kuzyn, Hunter. Podejrzewając Marię o romans, artysta postanawia obserwować ją z ukrycia. Obsesyjnie zakochany, cierpiący z zazdrości, nie widzi innego wyjścia z sytuacji, jak zabić kobietę, która stała się symbolem jego złudnych nadziei.

## Główne postacie

### Juan Pablo Castel
Główny bohater. W wieku 38 lat jest słynnym w Buenos Aires malarzem. Ma skłonności do przesadnego analizowania sytuacji, w których się znajduje. Często nie rozumie zachowania innych osób, uważa się za mizantropa. Uczucie do Marii uzmysławia mu, jak bardzo jest samotny. Jego pragnienie porozumienia z ukochaną przeradza się w obsesję. Castel usilnie stara się odnaleźć logikę wśród swoich przesadnych odczuć emocjonalnych (targają nim zazdrość, rozpacz) Jego przemyślenia są kolejnymi nieudanymi próbami właściwego odczytania doświadczanej rzeczywistości.

### Maria Iribarne
Powściągliwa i tajemnicza, posiada cechy femme fatale – podczas pierwszej rozmowy z głównym bohaterem ostrzega go „Wszystkim, którzy się do mnie zbliżają, przynoszę ból”.  Przedstawiona jedynie z punktu widzenia Castela, Maria pozostaje postacią odległą i mało realną również dla czytelnika. Niejasne są jej uczucia wobec artysty, jej małżeństwo z Allende czy relacje z Hunterem. Obraz jej życia i postawy jest fragmentaryczny, skrzywiony przez domysły narratora. Postać Marii może być również odczytana w sposób alegoryczny, jako ucieleśnienie pragnień głównego bohatera: osiągnięcia pełni bliskości, pełni miłości i porozumienia.

### Allende
Mąż Marii.  Mężczyzna jest niewidomy. Spotyka Castela i przekazuje mu liścik od Marii. Castel odbiera go jako osobę zadziwiająco opanowaną, gdyż sam jest oburzony faktem, że kobieta prowadzi podwójne życie. Gdy postanawia wyjawić mu prawdę o romansach żony, Allende wpada we wściekłość, zrozpaczony goni kochanka, a zarazem zabójcę swojej żony i nazywa go „szaleńcem”. Pod koniec dowiadujemy się, że małżonek zamordowanej popełnił samobójstwo.

## Główne motywy

### Samotność
Tunel to studium samotności, opierające się na filozoficznych założeniach egzystencjalizmu: podejmuje refleksję nad sposobem, w jaki człowiek odbiera znaczenie własnego istnienia. To on sam ponosi odpowiedzialność za bieg swojego życia, sam nadaje mu sens. Tak rozumiana wolność prowadzi jednak do głębokiej duchowej samotności. Główny bohater Tunelu desperacko pragnie zrozumienia, jednak nadzieja na jego osiągnięcie legnie w gruzach, co doprowadza go do rozpaczy.  Ta niemożność komunikacji, a wraz z nią poczucie niespełnienia są, według filozofii egzystencjalizmu, nieuniknionymi elementami ludzkiego losu. Postać Juana Pablo Castela odczytywana jest jako personifikacja dramatu człowieka XX wieku, który, po doświadczeniach I i II Wojny Światowej, odczuwa rezygnację i zwątpienie, porzuca wiarę w dobro natury ludzkiej.

### Powieść psychologiczna
Tunel posiada cechy powieści psychologicznej. Główny bohater, a zarazem narrator, konsekwentnie skupia się na subiektywnej analizie swoich wspomnień i stanów emocjonalnych. Czytelnik dysponuje tym zawężonym kontekstem wydarzeń, z drugiej jednak strony odbiera dokładny obraz psychiki człowieka zdesperowanego, zamkniętego w świecie stworzonym przez jego własny umysł, zagubionego we własnych odczuciach oraz cierpiącego na nieumiejętność osiągnięcia porozumienia z drugim człowiekiem. Dogłębny pesymizm prezentowanego toku myślenia oraz dramatyczny rozwój romansu Castela i Marii prowadzi do konkluzji, iż człowiek skazany jest na samotność i wszelkie próby jej przezwyciężenia kończą się fiaskiem.

### Odwrócony wątek detektywistyczny
W przeciwieństwie do klasycznej powieści detektywistycznej już w pierwszym zdaniu dowiadujemy się, kto popełnił zbrodnię. Taka struktura fabuły pozwala jednak na odkrywanie kontekstu sytuacji, która do niej doprowadziła, motywów zabójcy i charakteru relacji, jaka łączyła go z ofiarą.

### Metafizyka w powieści
Powieść argentyńskiego pisarza można odczytać również jako próbę przedstawienia dylematów natury metafizycznej. Chory umysł Juana Pablo Castela reprezentuje ograniczenia człowieka w usiłowaniu uchwycenia prawdy, głębi sensu życia oraz absolutów idei miłości.

## Odbiór krytyczny
Dzieło spotkało z szerokim rozgłosem. Walory artystyczne Tunelu zostały dostrzeżone przez przedstawicieli literatury światowej. Po jego publikacji o kunszcie pisarza wypowiadali się m.in. Albert Camus i Graham Greene. Uznane za jedno z ważniejszych dzieł w nurcie egzystencjalistycznym, jest porównywane przez krytyków do Mdłości Jean-Paula Sartre’a oraz Obcego Alberta Camus, zaś postać Castela do bohaterów dzieł Fiodora Dostojewskiego i Franza Kafki.